# Новоруднянська сільська рада
Новоруднянська сільська рада (Ново-Руднянська сільська рада, Руднянська сільська рада) — колишня адміністративно-територіальна одиниця та орган місцевого самоврядування у Троянівському і Житомирському районах і Житомирській міській раді Волинської округи, Київської та Житомирської областей Української РСР з адміністративним центром у селі Нова Рудня.

## Населені пункти
Сільській раді на час ліквідації були підпорядковані населені пункти:
- с. Нова Рудня
- х. Новий
- х. Чернеча Рудня

## Населення
Кількість населення ради, станом на 1923 рік, становила 600 осіб, кількість дворів — 116.

## Історія та адміністративний устрій
Створена 1923 року в складі сіл Ново-П'ятецька Рудня (Нова Рудня) та Фрісарка П'ятківської волості Житомирського повіту Волинської губернії. 7 березня 1923 року увійшла до складу новоствореного Троянівського району Житомирської (згодом — Волинська) округи. 18 жовтня 1924 року, відповідно до рішення Волинської ГАТК (протокол № 10/5 від 8 жовтня 1924 року), до складу ради перечислено хутір Чернеча Руденька Глибочанської сільської ради Троянівського району. Станом на 17 жовтня 1925 року на обліку значилися хутори Кованка, Козодой та Фрісарка Друга. 20 червня 1937 року, відповідно до постанови Президії ЦВК УРСР «Про часткові зміни районних меж Київської та Одеської областей», сільську раду передано до приміської смуги Житомирської міської ради. 14 травня 1939 року, відповідно до указу Президії Верховної ради Української РСР «Про утворення Житомирського сільського району Житомирської області», сільську раду включено до новоствореного Житомирського району. У 1941 році с. Фрісарка підпорядковане Буківській сільській раді Житомирського району. На 1 жовтня 1941 року хутори Кованка, Козодої та Фрісарка Друга не перебували на обліку населених пунктів.
Станом на 1 вересня 1946 року сільська рада входила до складу Житомирського району Житомирської області, на обліку в раді перебували с. Нова Рудня та х. Новий.
Ліквідована 11 серпня 1954 року, відповідно до указу Президії Верховної ради Української РСР «Про укрупнення сільських рад по Житомирській області», територію та населені пункти ради приєднано до складу Буківської сільської ради Житомирського району Житомирської області.